# Djurleite
La djurleite est un minéral de sulfure de cuivre d'origine secondaire, de formule Cu31S16 qui cristallise en symétrie prismatique-monoclinique. Elle est massive à première vue mais est elle constituée de corps tabulaires épais et de cristaux prismatiques. Elle apparait avec d'autres minéraux du supergène comme la chalcocite, la covellite ou la digénite dans les minerais riches en cuivre. Ce minéral appartient à la famille des chalcocites et ressemble beaucoup à la chalcocite, de formule Cu2S, dans sa composition et ses propriétés. Cependant, les deux minéraux montrent des différences en cristallographie aux rayons X. Des intercroissances entre les cristaux de djurleite, de digénite et de chalcocite sont fréquentes. Cependant, beaucoup des associations identifiées par la diffraction des rayons X entre la digénite et la djurleite peuvent, en fait, être des mélanges d'anilite et de djurleite, l'anilite se transformant en digénite lorsque les minéraux sont broyés (une intercroissance est un enchevêtrement plus ou moins géométrique de cristaux de deux minéraux différents provoqués par une cristallisation simultanée).
La djurleite a été nommée ainsi en hommage au chimiste suédois Seved Djurle (1928-2000), de l'université d'Uppsala de Suède, qui a été le premier à synthétiser ce minéral en 1958, avant sa découverte dans la nature. Le minéral d'origine naturelle a été décrit pour la première fois en 1962 par E. H. Roseboom Jr de l'Institut d'études géologiques des États-Unis, à partir de plusieurs échantillons trouvés à Barranca del Cobre, Chihuahua, Mexico.

## Le groupe des chalcocites
Le groupe des chalcocites est intimement lié au groupe des sulfures de cuivre, par les formules :
- Chalcocite (deux polymorphes) Cu2S
- Djurleite Cu31S16 (Cu1,94S)
- Digénite (Cu1,80S)
- Roxbyite (Cu1,78S)
- Anilite Cu7S4 (Cu1,75S)
- Geerite Cu8,5S5 (Cu1,70S)
- Spionkopite (Cu1,32S)
- Covellite (CuS)

## Paramètres de la maille
La djurleite a une structure monoclinique avec une grande maille contenant 248 atomes de cuivre et 128 de soufre. La formule brute est Cu31S16, de masse molaire 2 483 g/mol, et il y a 8 unités formulaires par maille (Z = 8).
La classe du cristal est 2/m, ce qui signifie que la structure a un axe de double symétrie rotationnelle perpendiculaire à un miroir plan. Le groupe d'espace de ce minéral est le P21/c (n° 14), et les paramètres de la maille sont a = 26,897 Å, b = 15,745 Å, c = 13,565 Å et β = 90,13°. La structure est basée sur une structure hexagonale en empilement compact d'atomes de soufre avec un groupe d'espace monoclinique.

## Propriétés physiques
L'apparence des cristaux est tabulaire, en prismes courts et épais, mais le minéral est plus généralement sous une forme compacte et massive. Il n'y a aucun clivage. Les macles pseudo-hexagonales sont fréquentes, avec des parties cristallines en rotation autour d'un axe cristallin, ce qui est normal d'après la disposition des couches condensées tous les 60°. La djurleite est cassante, avec une cassure conchoïdale (en forme de coquille). C'est un minéral tendre, avec une dureté comprise entre 2½ et 3 sur l'échelle de Mohs, soit légèrement plus faible que celle de la calcite. La densité, de 5,63, est élevée grâce à la proportion en cuivre ; la djurleite est donc plus dense que le sulfate de cuivre et de fer appelé bornite, mais pas aussi dense que le sulfate de fer et d'arsenic, l'arsénopyrite.

## Propriétés optiques
La djurleite est grise, bleue nuit ou noire, avec une transparence opaque et une brillance submétallique à métallique. Comme ce minéral est opaque, son indice de réfraction ne peut pas être défini. La réflexivité (le pourcentage de l'énergie incidente qui est réfléchie par une surface) pour une longueur d'onde de 540 nm varie entre 29,6 et 30,2 %. Elle dépend légèrement de la direction de la lumière incidente, ce qui signifie que le minéral est faiblement anisotrope.

## Localisation

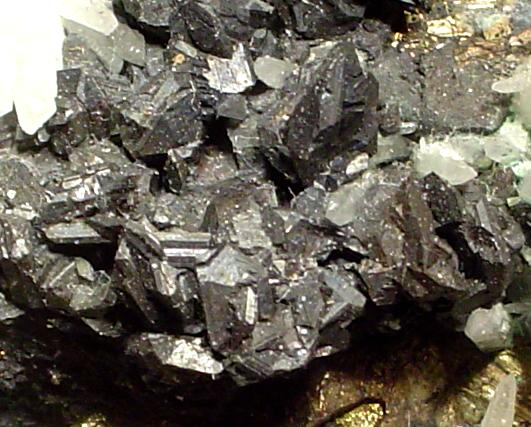
Djurleite avec quartz et pyrite de Butte, Montana (taille :)

La djurleite est largement présente sur Terre mais peu connue comme minéral de cuivre. On la trouve dans les zones d'enrichissement secondaire de dépôts de cuivre, associés à d'autres sulfates de cuivre secondaires comme la digénite, la chalcocite, la bornite, la chalcopyrite et l'anilite contenant de la pyrite.

## Fréquence d'apparition
La djurleite est connue pour être surtout trouvée dans les gorges de Barrancas del Cobre, à Chihuahua au Mexique, et des échantillons typiques sont conservés au Musée royal de l'Ontario, à Toronto, au Canada, M25369, et au muséum national d'histoire naturelle de Washington, aux États-Unis.